# Peter Gersina
Peter Gersina (* 1962 in Bregenz, Österreich) ist ein deutsch-österreichischer Film- und Fernsehregisseur.
Gersina studierte an der Kunstakademie in Wien. Er ist der Vater der Schauspielerin Sidney Hartwig.

## Filmografie (Auswahl)
- 1999: Das merkwürdige Verhalten geschlechtsreifer Großstädter zur Paarungszeit (Drehbuch)
- 2002: Vienna (Drehbuch u. Regie)
- 2003: So fühlt sich Liebe an (Regie)
- 2003: Mädchen, Mädchen 2 – Loft oder Liebe (Drehbuch u. Regie)
- 2004: Sex & mehr (Regie)
- 2004: Küss nie einen Flaschengeist
- 2005: Arme Millionäre
- 2005: Mein Vater, seine Neue und ich
- 2005–2007: Alles außer Sex
- 2006: Im Namen der Braut
- 2008: Die Schnüfflerin – Peggy kann’s nicht lassen
- 2008: Polly Adler
- 2008: Safari ins Glück
- 2009: Alles was recht ist – Die italienische Variante
- 2009: Sing my song
- 2010: Dirty Money
- 2010: Tiger-Team – Der Berg der 1000 Drachen
- 2010: Die Aufnahmeprüfung
- 2010: Danni Lowinski
- 2010: Mein Song für dich
- 2010: Küsse, Schüsse, Rindsrouladen
- 2012: Die Aufnahmeprüfung
- 2012: Sams im Glück
- 2014: Die Briefe meiner Mutter
- 2014: Warum ich meinen Boss entführte
- 2014: Zwei mitten im Leben
- 2017: Eva über Bord
- 2017: Das Kindermädchen: Mission Mauritius
- 2018: Milk & Honey (Fernsehserie)